# محمد بن شريفة
محمد بن شريفة (1932- 2018 م)، باحث مغربي مهتم بتراجم أعلام الغرب الإسلامي، يعدُّ عميدَ الدراسات الأندلسية. وهو أستاذ جامعي بعدَّة جامعات، ومحافظ بالخزانة العامَّة بالرِّباط، وعضو مجمع اللغة العربية بدمشق. زوجته الباحثة والمؤرِّخة المصرية عصمت دندش.

## نشأته
ولد بالعثامنة (إقليم الجديدة)، عام 1932م، حيث حفظ القرآن الكريم وتلقى الدراسة الأوَّلية. وحصل على القسم الأول من الشهادة الثانوية من كلية ابن يوسف بمراكش عام 1949. وحصل بعدها على القسم الثاني من الشهادة الثانوية من كلية ابن يوسف بمراكش عام 1951.
درس سنة في القسم النهائي الأدبي بنفس الكلية التي أغلقت بسبب ظروف سياسية. ونجح في مسابقة اختيار المعلِّمين عام 1952. وحصل على شهادة الكفاءة في التعليم عام 1956، ونجح في مسابقة اختيار مفتشي التعليم عام 1957.
كان من أول فوج حصل على الإجازة من كلية الآداب بالرباط عام 1960 وأول من حصل على دبلوم الدراسات العليا في الأدب من الكلية نفسها سنة 1964، وعُودلت شهادته في جامعة القاهرة بالماجستير.
حصل على دكتوراه الدولة في الأدب بمرتبة الشرف الأولى من جامعة القاهرة عام 1969.وعمل أستاذَ كرسي الأدب الأندلسي من عام 1970 إلى حين تقاعُده عام 1995. ومحافظ الخزانة الكبرى بجامعة القرويين من 1976 إلى 1978، وفي تلك الحِقبة عمل بالتدريس الجامعي حتى أصبح أستاذًا للأدب الأندلسي في جامعة محمد الخامس. وهو عضو في أكاديمية المملكة المغربية منذ تأسيسها، ومقرِّر لجنة التراث فيها، وعضو بالأكاديمية الملكية للتاريخ في إسبانيا، وعضو مجمع اللغة العربية بدمشق.

### نشاطه الثقافي
اتخذ ابن شريفة من تراجم الأعلام وسيلة لترسيخ هوية الغرب الإسلامي، وحضوره في معترك الحضارة الإسلامية بصورة فعالة، كما اتخذها وسيلة لضبط حركية تاريخ هذا الجناح من الغرب الإسلامي، بعد إحساسه بتقصير المغاربة في التعريف بأعلامهم، حيث لاحظ وهو يهيئ رسالته حول ابن عميرة أن الآداب المغربية، لم تحظ إلا بالنـزر اليسير من جهود الباحثين، كم لاحظ أن الأدب الأندلسي لا يزال يفتقر إلى العناية، وأن الدراسات عن أعلام هذا الأدب ظلت " مقصورة على طائفة مشهورة... بينما بقيت شخصيات أدبية جديرة بالدراسة في حاجة إلى من يعنى بها.
ويذكر محمد بن شريفة أن ابن عبد الملك المراكشي، المتوفى سنة 703 هجرية، عاب على المغاربة إهمالهم وتقصيرهم في تأريخ أعلامهم. كما لاحظ أن الحياة الأدبية بالمغرب ظلت على هامش الحياة الفكرية، مما نتج عنه ضياع لأخبار أدبائه وآثارهم. وقد شعر بن شريفة بهول هذا التقصير عند المغاربة في التعريف بأعلامهم، فقام بهذا العبء، وكابده تحقيقا وتأليفا طيلة حياته العلمية الماضية.
وكان يؤمن بأن أهل المغرب هم أقدر من غيرهم على تذوق أدب الغرب الإسلامي، وأن التراث الأندلسي تراث عربي مشترك، ومحسوب على المغرب وراجع إليه، وإن كثيرا من أعلامه هم من أصول مغربية؛ من أجل هذا كله بقول بن شريفة أن بلاد المغرب «تحمل العبء الأكبر في إحياء هذا التراث».
وتميز محمد بن شريفة بمهارة تشهد له بالاطلاع الواسع، والمعاشرة الدائمة للمخطوطات، وقدرته الفائقة على قراءة النصوص واستنطاقها، وكيفية الاستفادة منها في إجلاء ملامح الشخصيات. ومهما كانت الأخبار شحيحة، فإنه يحاصرها بتساؤلاته، ويخضعها لآلياته الاستكشافية، فيستخلص منها إفادات تفتح آفاقا للبحث.

## مؤلفاته
له عدة مؤلفات وتحقيقات قيمة تعكس أسلوبه في البحث والإستقصاء منها: أبو المطرف أحمد بن عميرة المخزومي، حياته ٬وآثاره، وأمثال العوام في الأندلس، أما تحقيقاته فتشمل: الذيل والتكملة لابن عبد الملك المراكشي، وترتيب المدارك للقاضي عياض، والتعريف بالقاضي عياض لمحمد ولد القاضي عياض، وطرفة الظريف في أهل الجزيرة وطريف، للمازوزي، وروضة الأديب في التفضيل بين المتنبي وحبيب، لابن لبال الشريشي وديوان ابن مركون.
- البسطي آخر شعراء الأندلس، ط، بيروت، 1985.
- أبو المطرف أحمد بن عميرة المخزومي، 1966، منشورات جامعة محمد الخامس.
- أبو تمام وأبو الطيب في أدب المغاربة، 1986، ط، بيروت.
- ابن عبد الملك المراكشي، 1984، منشورات أكاديمية المملكة المغربية.
- أبو يحيى الزجالي القرطبي، 1971، منشورات وزارة الثقافة.
- بنو عشرة، 1965 منشورات المركز الجامعي للبحث العلمي.
- التعريف بالقاضي عياض وبنيه، 1982، ط، ثانية.
- ابن عبيد يس النفزي من أعلام التصوف بالأندلس في القرن السابع، طبع ضمن كتاب في النهضة والتراكم، 1986.
- ابن فركون (من شعراء البلاط النصري)، 1987، مطبوعات الأكاديمية.
- الفقيه الكانوني ومؤلفاته، 1989، نشر ضمن كتاب آسفي دراسات تاريخية وحضارية، من ص 171 إلى ص 196.
- ابن عميرة قاضياً في الرباط وسلا، مجلة دعوة الحق، 1965.
- ابن عميرة في إفريقية الحفصية، مجلة دراسات أندلسية.
- القاضي عياض ضمن موسوعة مذكرات التراث المغربي، 1984.
- الكفيف الزرهوني وملعبته، الطبعة الملكية، 1987، 257 صفحة.
- ابن عبد ربه الحفيد، 1992، 250 صفحة.
- ابن الزبير وكتابه الزمان والمكان، 1993، 141 صفحة.
- بنو زهر- نظرات في تاريخ أسرة أندلسية، 1991، 21 صفحة.
- هشام المؤيد في طفولته، 1991، 12 صفحة.نشر في كتاب Boschvila.T.I Homenaje.
- المنتوري، 1992، نشر في كتاب بحوث الملتقى الإسباني المغربي للعلوم التاريخية، مدريد، 1992.
- الحافظ الماكري وآثاره، 1990، 50 صفحة، نشر في مجلة المناظرة، ع 2.
- الكانمي، 1991، منشورات معهد الدراسات الإفريقية.
- إبراهيم الساحلي، 1992، منشورات معهد الدراسات الإفريقية.
- عبد الرحمن سقين، 1993، منشورات معهد الدراسات الإفريقية.
- ابن لبال الشريشي، 1996، 151 صفحة، مطبعة النجاح، الدار البيضاء.
- ابن مغاور الشاطبي، 1994، 318 صفحة، مطبعة النجاح، الدار البيضاء.
- ابن حريق البلنسي، 1996، 330 صفحة، مطبعة النجاح، الدار البيضاء.
- تراجم مغربية، 1996، 268 صفحة، مطبعة النجاح، الدار البيضاء.
- أديب الأندلس أبو بحر التجيبي، 1999، حوالي 350 صفحة، مطبعة النجاح، الدار البيضاء.
- ابن رشد الحفيد- سيرة وثائقية، 1999، 379 صفحة، مطبعة النجاح، الدار البيضاء.
- تاريخ الأمثال والأزجال في الأندلس والمغرب، خمسة أجزاء. ط وزارة الثقافة، 2006.

## جوائزه
- جائزة الملك فيصل العالمية للأدب العربي (بالاشتراك). عن دراسته التي تناولت الأدب العربي في الأندلس. عام 1408هـ/ 1988م.
- جائزة المغرب الكبرى عن دراسته أبو تمام وأبو الطيب في أدب المغاربة. عام 1987.

## وفاته
توفي محمد بن شريفة في أحد مستشفيات الرباط، مساء الخميس 14 ربيع الأول 1440هـ الموافق 22 نوفمبر (تشرين الثاني) 2018م، عن عمر ناهز ثمانيةً وثمانين عامًا هجريًّا. 

## وصلات خارجية
- كلمة زوجة المرحوم بنشريفة في دورة العلامة محمد بنشريفة رحمه الله.